# Чернореченское сельское поселение (Волгоградская область)
Черноре́ченское се́льское поселе́ние — муниципальное образование в составе Киквидзенского района Волгоградской области.
Административный центр — хутор Чернолагутинский.

## История
Чернореченское сельское поселение образовано 10 декабря 2004 года в соответствии с Законом Волгоградской области № 967-ОД.

## Население
| 2010 | 2012  | 2013  | 2014  | 2015 | 2016 | 2017 |
| ---- | ----- | ----- | ----- | ---- | ---- | ---- |
| 1056 | ↘1032 | →1032 | ↘1000 | ↘965 | ↘928 | ↘910 |
| 2018 | 2019  | 2020  | 2021  |      |      |      |
| ↘869 | ↘860  | ↘853  | ↘842  |      |      |      |

## Состав сельского поселения
| № | Населённый пункт | Тип населённого пункта        | Население |
| - | ---------------- | ----------------------------- | --------- |
| 1 | Астахов          | хутор                         | 37        |
| 2 | Бесов            | хутор                         | 32        |
| 3 | Будённый         | хутор                         | 169       |
| 4 | Чернолагутинский | хутор, административный центр | 818       |